# Stadtbibliothek Aarau
Die Stadtbibliothek Aarau in der Schweiz wurde im Jahre 1776 von einem Berner Bürger gegründet und gehört damit zu den ältesten öffentlichen Bibliotheken des Landes. Johann Heinrich Rothpletz und Johann Gabriel Seiler trieben die Idee zur Gründung einer Bibliothek voran. Die Gründung erfolgte schliesslich durch eine private Gesellschaft unter der Leitung von Apotheker Franz Daniel Rudolf Vogeli. Die erste Sammlung der Bibliothek im Jahr 1776 umfasste 662 Bücher, die aus hauptsächlich wissenschaftlicher Literatur bestand.

## Viele Standortwechsel
Die Bibliothek war ursprünglich im Waisenhaus am Kirchplatz untergebracht. 1783 zog die Bibliothek in das vierte Stockwerk des Turm Rore, nachdem dieser Raum, der zuvor als Fruchtschütte genutzt worden war, umgebaut und hergerichtet wurde. 1791 erschien die zweite Auflage des Katalogs, mit nun über tausend Titeln, bestehend aus der Geschichte der Anatomie, klassische Philosophen, theologische Schriften von Zwingli und Calvin, juristische und naturrechtliche Abhandlungen und Reisebeschreibungen. In den darauffolgenden Jahren (1798–1803) während der helvetischen Republik wurde die erste Aarauer Stadtbibliothek wieder aufgelöst und in Kisten und Kasten verstaut, weshalb sie für die Öffentlichkeit unzugänglich war. Im 19. Jahrhundert wurden die gesamte Sammlung, welche auf 1400 Titel angewachsen war, in die Aargauer Kantonsbibliothek verschoben. 1870 errichtete die Aarauer Casinogesellschaft eine neue Bibliothek im heutigen Gebäude des Bezirksgerichtes. 1874 übergab das Casinoconsortium seine deutsche und französische Bibliothek zur Nutzung an die Kantonsbibliothek, da das Dach undicht und das Gebäude in einem verwahrlosten Zustand war. Zwischen 1883 und 1892 kam es zu Unstimmigkeiten und Verhandlungen zwischen der Stadt Aarau und dem Kanton Aargau um die Rückgabe der Bücher der Casinobibliothek an die Stadt. Diese Bücher wurden schließlich im Juli 1889 der Stadtbibliothek übergeben und bildeten den Grundstock der neuen Bibliothek. 1907/08 sortierte man die als «historisch» empfundenen Werke der Casinobibliothek aus dem Bestand der Stadtbibliothek aus und schenkte sie wieder der Kantonsbibliothek.

### Aktueller Standort
Seit 1969 befindet sich die Stadtbibliothek im denkmalgeschützten «Hübscherhaus» am Graben. Nach einer umfassenden Renovation und Erweiterung 1999/2000 verfügt die Stadtbibliothek nun über vier Stockwerke. 1986 wurden neben Büchern erstmals auch Nonbooks zur Ausleihe angeboten. Im Jahr 2000 ist auch das Medienangebot nochmals stark erweitert worden auf heute über 120'000 Medien.
Das Hübscherhaus ist ein Gebäude aus dem Jahr 1780, das ursprünglich als Wohnhaus für den Handelsmann und späteren Stadtammann Johann David Frey erbaut worden war. Es steht seit 1963 unter Denkmalschutz. Um Platz für einen Neubau zu schaffen, wurde das 2750 Tonnen schwere Gebäude im Jahr 1968 um 54 Meter verschoben. Diese Verschiebung war zu ihrer Zeit die grösste einer Immobilie in der Schweiz und kostete rund 950'000 Franken.

## Medienbestand und Zahlen
| Jahr | Printmedien | Nonbooks | Total Printmedien und Nonbooks | eMedien | Total Printmedien, Nonbooks und eMedien |
| ---- | ----------- | -------- | ------------------------------ | ------- | --------------------------------------- |
| 2023 | 33'836      | 11'820   | 45'656                         | 74'913  | 120'597                                 |

| Jahr | Printmedien | Nonbooks | Total Printmedien und Nonbooks | eMedien | Total Printmedien, Nonbooks und eMedien |
| ---- | ----------- | -------- | ------------------------------ | ------- | --------------------------------------- |
| 2023 | 193’491     | 48’906   | 242’397                        | 129’525 | 371’922                                 |

| Jahr | Besucher | Angestellte | Gesamt Ertrag |
| ---- | -------- | ----------- | ------------- |
| 2023 | 190’716  | 14          | 1378142       |

## Aktuelle Entwicklungen und Angebote
Die Stadtbibliothek Aarau verfügt heute über einen Bestand von mehr als 120'000 Medien, darunter Bücher, Zeitschriften, Zeitungen, DVDs, CDs und digitale Medien. Die Kinder- und Jugendabteilung bietet eine breite Auswahl an Büchern und Medien für eine junge Zielgruppe. Neben haptischen Medienangeboten steht auch eine Reihe digitaler Ressourcen zur Verfügung: Mit einem gültigen Jahresabonnement der Stadtbibliothek Aarau besteht die Möglichkeit, Zugang zu E-Books, E-Zeitschriften und Datenbanken zu erhalten. Die Stadtbibliothek Aarau ist an den interbibliothekarischen Leihverkehr angeschlossen, somit können auch dort nicht vorhandene Medien aus anderen Bibliotheken beschafft werden.
Weiters werden vor Ort eine Reihe von Dienstleistungen, Räumlichkeiten und Events angeboten: Die Bibliothek bietet Arbeitsplätze und Lesesäle für Einzelpersonen und Gruppen. Der Raum Café littéraire soll nach Umbauarbeiten ab 2025 wieder über eine Kaffeebar verfügen. In der Bibliothek finden regelmässig diverse Veranstaltungen für alle Altersgruppen statt, darunter Lesungen, Workshops, Ausstellungen und weitere kulturelle Angebote.